# Paik Seung-ho
Paik Seung-ho (født 17. marts 1997) er en sydkoreansk fodboldspiller, der spiller for Jeonbuk Hyundai Motors.